# Abulug
Abulug é um município de  terceira classe de renda municipal (d) na província Cagayan, nas Filipinas. De acordo com o censo de 1 de maio  de  2020 possui uma população de 34 579 pessoas e 8 165 domicílios.